# Opération Vengeance
Seconde Guerre mondiale – Guerre du Pacifique
L'opération Vengeance (en anglais : Operation Vengeance) est le nom de code donné par l'armée américaine durant la Seconde Guerre mondiale à l'assassinat ciblé, visant le célèbre amiral japonais Isoroku Yamamoto, qui avait dirigé l'attaque de Pearl Harbor. À la suite d'une information des services de renseignement américains, une escadrille aérienne spécialement formée abattit le 18 avril 1943, au dessus de l'île Bougainville, l'avion dans lequel Yamamoto se trouvait alors qu'il effectuait une tournée d'inspection dans la région des îles Salomon.

## Déroulement

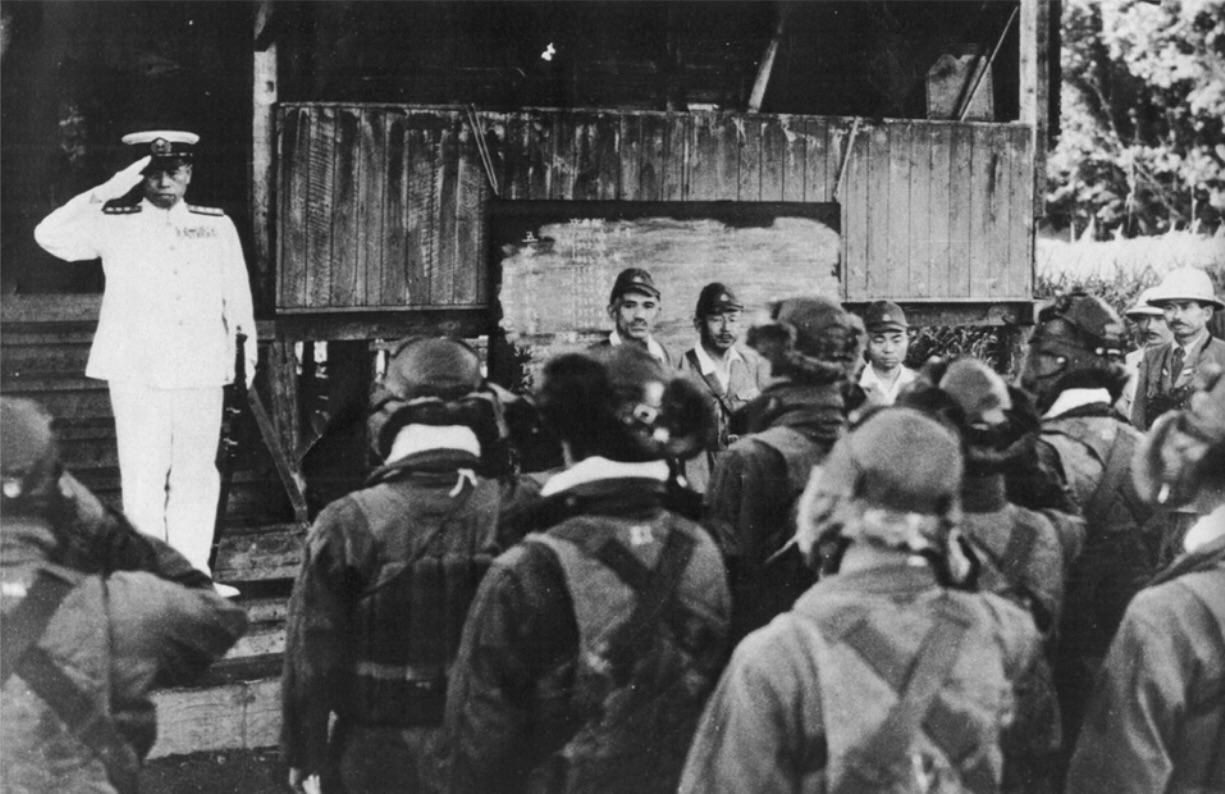
L'amiral Isoroku Yamamoto à Rabaul, quelques heures avant sa mort.

L'armée américaine obtient des renseignements sur l'itinéraire de Yamamoto dans la région des îles Salomon en décodant des messages japonais via le projet Magic. L'amiral japonais juge en effet utile de faire lui-même une inspection des troupes à la suite de la désastreuse bataille de Guadalcanal (août 1942-février 1943) et du lancement d'une contre-offensive aérienne japonaise, l'opération I-Go, du 1er au 16 avril. La mort de Yamamoto, qui serait hautement symbolique, a été décidée par les autorités américaines dans le but d'entamer le moral de l’adversaire, tout en ravivant le moral des forces alliées. C'est aussi une revanche des dirigeants américains sur Yamamoto, organisateur de l'attaque de Pearl Harbor, en décembre 1941, attaque à l'origine de la guerre entre le Japon et les États-Unis.
Isoroku Yamamoto, commandant de la flotte combinée de la marine impériale japonaise, est tué sur l'île Bougainville lorsque son avion de transport est abattu par des avions de chasse américains opérant depuis Guadalcanal, alors qu'il se rend à Balalae (en) depuis Rabaul. Yamamoto et son état-major volaient sur deux bombardiers moyens (des Mitsubishi G4M), escortés par six chasseurs de la marine (des Mitsubishi A6M), quand ils sont interceptés par une escadrille de seize chasseurs américains (des Lockheed P-38 Lightning) spécialement préparés pour cette opération avec des réservoirs largables supplémentaires, menés par le capitaine Thomas George Lanphier, Jr. (en).
Un des pilotes de la formation commandée par le capitaine Lanphier repère la formation accompagnant l'amiral Yamamoto, huit avions dont six zéros. Lanphier et sa formation plongent sur les deux avions principaux et selon son témoignage, en voulant essayer ses canons, il déclenche involontairement un tir qui atteint le moteur gauche de l'avion de Yamamoto immatriculé T1-323 qui s'embrase et s'écrase dans la jungle. Quelques dizaines d'années plus tard, l'armée américaine co-attribuera la victoire à l'ailier Rex T. Barber (en) qui a ouvert le feu en même temps que son chef d'escadrille. De l'escorte de Yamamoto, seul l'as Kenji Yanagiya (en) survivra à la guerre, gravement mutilé.
Le site du crash est découvert par les Japonais le lendemain de l'attaque et le corps de Yamamoto est autopsié, avant d'être incinéré. Ses cendres sont ramenées au Japon à bord du cuirassé Musashi le mois suivant. Au Japon, cet incident porte un nom : 海軍甲事件 (Kaigunkōjiken). L'épave du bombardier est toujours visible dans la jungle.

## Dans la culture populaire
Le premier as français de la Seconde Guerre mondiale Pierre Clostermann, auteur du Best seller Le Grand Cirque, consacre le chapitre 4 de Feux du ciel à l'opération. 
Le roman L'Enfer du ciel de James Gant, paru en 1965 dans la série de livres de guerre et d'aventures Marabout Junior (n° 313), relate la préparation et l'exécution de l'opération.
L'épisode 3 de la saison 2 du feuilleton Les Têtes Brûlées est inspiré librement de cette opération.